# コダマナオコ
コダマ ナオコ（10月28日 - ）は、日本の漫画家。愛猫家。

## 来歴
2006年に漫画雑誌「恋愛天国」でデビュー。その後「コミックエール!」「ARIA」「つぼみ」で活動。2012年から「コミック百合姫」にて執筆を開始し、2014年に同誌で『捏造トラップ-NTR-』の連載を開始した。同作は2017年7月から9月までテレビアニメが放送された。

## 作品リスト

### 漫画作品

#### 連載
- あまだれ！（『コミックエール!』Vol.1 - Vol.12[4]）
- レンアイマンガ（『つぼみ』vol.6 - vol.11）
- ばけものくらぶ（原作：日日日、『ARIA』2011年4月号[5] - 2012年3月号）
- 捏造トラップ-NTR-（『コミック百合姫』2015年1月号[6] - 2018年2月号）
- 親がうるさいので後輩(♀)と偽装結婚してみた。（『コミック百合姫』2018年6月号 - 8月号）
- 海猫荘days（『コミック百合姫』2019年3月号 - 2020年10月号[7]）
- 底辺な僕らの事情（『ビーズログCHEEK』2022年1月26日 - 連載中）
- 嘘つき花嫁と同性結婚論（『コミック百合姫』2023年11月号[8] - 2024年10月号）

#### 読み切り
- 思春期メディカル（『百合姫Wildrose』Vol.7、2013年） - カラーイラストも寄稿[9]。
- キュービックスターシップ（『百合姫Wildrose』Vol.8、2014年[10]）
- フリー&スプラッシュ！（『キマシ！』2015年） - 『好きだからHしてます。』に収録。
- イマジナリー・ウェディング（原作：サブロウタ、『citrus コミックアンソロジー』2018年） - 『citrus』のアンソロジー寄稿作品。
- リリハラ！（『ショコラ 社会人百合アンソロジー』2018年） - 『好きだからHしてます。』に収録。
- 初恋堕落（『Lady×Lady』2019年） - 『好きだからHしてます。』に収録。
- ラブアロマ（『いちゃらぶしかない百合アンソロジーコミック』2019年） - 『好きだからHしてます。』に収録。
- PafuPafu（『レズ風俗アンソロジー』2019年） - 『好きだからHしてます。』に収録。
- デイリースマイル (^ ^)（『シロップ 社会人百合アンソロジー』2019年[11]）
- 月陰る（『NTR 寝取られ百合アンソロジー』2019年） - カバーイラストも担当。『好きだからHしてます。』に収録。
- Gemini（『双子百合えっちアンソロジー』2020年） - 『好きだからHしてます。』に収録。
- はじめてのどうせいせいかつ（『いちゃらぶしかない百合アンソロジーコミック2』2021年） - カバーイラストも担当。『好きだからHしてます。』に収録。
- Domestic Adultery（『リリー&アイビー 〜ケンカップル百合×性愛アンソロジー〜』2022年）
- 巨乳×2でコスプレえっち（『おっぱい百合アンソロジー 2』2025年） - アンソロジー寄稿作品。
- かわいいだけじゃだめですか？（『幼なじみが絶対に結ばれる百合アンソロジー』2025年） - アンソロジー寄稿作品。
- 少女心中（『yrhm 百合姫20thアンソロジー』2025年[12]） - コミック百合姫創刊20周年記念のアンソロジー寄稿作品。

### 書籍
- 『あまだれ！』、芳文社〈まんがタイムKRコミックス エールシリーズ〉2008年 - 2009年、全2巻
  1. 2008年8月27日発売、ISBN 978-4-8322-7730-4
  2. 2009年7月13日発売、ISBN 978-4-8322-7822-6
- 『お兄ちゃんのイジワル』竹書房〈バンブーコミックス〉、2009年4月25日発売[13]、ISBN 978-4-8124-7072-5
- 『学園ハーレム』竹書房〈バンブーコミックス〉、2010年3月25日発売[14]、ISBN 978-4-8124-7245-3
- 『レンアイマンガ』芳文社〈まんがタイムKRコミックス つぼみシリーズ〉、2011年6月13日発売[15]、ISBN 978-4-8322-4038-4
  - （新装版）一迅社〈百合姫コミックス〉、2014年11月18日発売[16]、ISBN 978-4-7580-7373-8
- 『あなたのオモチャ』竹書房〈バンブーコミックス〉、2011年9月26日発売[17]、ISBN 978-4-8124-7662-8
- 『ばけものくらぶ』、原作：日日日、講談社〈KCx ARIA〉2011年 - 2012年、全2巻
  1. 2011年12月7日発売[18]、ISBN 978-4-06-380552-9
  2. 2012年3月7日発売[19]、ISBN 978-4-06-380564-2
- 『不自由セカイ』一迅社〈百合姫コミックス〉、2012年11月17日発売[20]、ISBN 978-4-7580-7218-2
  - （完全版）2016年2月18日発売[21]、ISBN 978-4-7580-7522-0
- 『残光ノイズ』一迅社〈百合姫コミックス〉、2013年7月18日発売[22]、ISBN 978-4-7580-7268-7
  - （完全版）2016年7月26日発売[23]、ISBN 978-4-7580-7583-1
- 『コキュートス』一迅社〈百合姫コミックス〉、2014年3月18日発売[24]、ISBN 978-4-7580-7296-0
  - （完全版）2016年7月26日発売[25]、ISBN 978-4-7580-7584-8
- 『欲情ターゲット』竹書房〈バンブーコミックス 恋パラコレクション〉2014年5月24日発売[26]、ISBN 978-4-8124-8587-3
- 『捏造トラップ-NTR-』、一迅社〈百合姫コミックス〉2015年[27] - 2018年[28]、全6巻
- 『親がうるさいので後輩(♀)と偽装結婚してみた。』、一迅社〈百合姫コミックス〉2018年、全1巻
- 『海猫荘days』、一迅社〈百合姫コミックス〉2019年 - 2020年、全3巻
  1. 2019年5月16日発売[29][30]、ISBN 978-4-7580-7926-6
  2. 2020年1月17日発売[31]、ISBN 978-4-7580-2086-2
  3. 2020年9月29日発売[32]、ISBN 978-4-7580-2163-0
- 『好きだからHしてます。』一迅社〈百合姫コミックス〉、2021年12月18日発売[33][34]、ISBN 978-4-7580-2345-0、短編読み切り作品集
- 『底辺な僕らの事情』、KADOKAWA〈B's-LOG COMICS〉2022年 - 、既刊1巻（2022年11月1日現在）
  1. 2022年11月1日発売[35]、ISBN 978-4-04-737251-1
- 『嘘つき花嫁と同性結婚論』、一迅社〈百合姫コミックス〉2024年、全2巻
  1. 2024年4月17日発売[36][37]、ISBN 978-4-7580-2697-0
  2. 2024年10月18日発売[38]、ISBN 978-4-7580-2761-8

### その他
- 捏造トラップ-NTR-（テレビアニメ、2017年）第1話、第12話エンドカード